# Thierry Poinsot
Thierry Poinsot, né le 22 mars 1958, est un chercheur français, directeur de recherche au CNRS, chercheur à l’Institut de Mécanique des Fluides de Toulouse, conseiller scientifique au CERFACS et senior research fellow à Stanford. Il est membre de l’Académie des sciences depuis 2019.

## Biographie
Ingénieur de l’École centrale Paris (1980, CentraleSupélec aujourd’hui), il a obtenu une thèse de docteur ingénieur en 1983 et une thèse d’état en 1987 avant de travailler à Stanford pendant deux ans (1988-1990). Il travaille ensuite à Toulouse. Ses domaines de compétences sont la mécanique des fluides, la combustion, la propulsion, l'acoustique, le calcul à haute performance.

## Fonctions
Thierry Poinsot a été enseignant depuis 1980 à l’Ecole Centrale Paris, à Stanford, à l’ISAE et l’ENSEEIHT à Toulouse, à Princeton, Tsinghua, Kanpur, à CISM, à l’Institut von Karmann. Il a été responsable du groupe MIR (milieux réactifs) à l’Institut de Mécanique des Fluides de Toulouse de 2010 à 2017 et membre du conseil scientifique de PRACE de 2008 à 2013.
Il est consultant pour de nombreuses compagnies et centres de recherche (IFP Energies Nouvelles, Air Liquide, Siemens, Daimler, John Zink…) depuis 1985, Senior research fellow au Center for Turbulence Research à Stanford depuis 1990, conseiller scientifique au CERFACS depuis 1992, éditeur en chef (avec Pr F. Egofopoulos, Université Southern California) de Combustion and Flame depuis 2013, expert à la Commission Européenne pour les programmes ERC (European Research Council), depuis 2014 et membre du conseil d’administration du Combustion Institute depuis 2016.

## Œuvres, contributions scientifiques
Il est l’auteur ou le coauteur de :
- 220 articles dans des revues à comité de lecture
- 200 communications scientifiques avec actes
- Theoretical and numerical combustion avec D. Veynante, livre de cours sur la combustion[9]
- 10 parties d’ouvrages
- Site elearning de formation en mécanique des fluides: elearning.cerfacs.fr

Son travail porte essentiellement sur la combustion, la mécanique des fluides et l’énergie. Pour cela il utilise des expérimentations et des méthodes théoriques. De plus, il s’appuie sur la simulation numérique à haute performance qui consiste à créer des jumeaux numériques ‘virtuels’ de systèmes réels (comme un moteur d’avion ou d’hélicoptère) grâce à des superordinateurs comportant maintenant plusieurs millions de processeurs (voir le Top500).
Après sa thèse de docteur ingénieur sur les mécanismes physiques contrôlant la cuisson des pneus (pour Michelin), il a développé des études expérimentales et théoriques des instabilités de combustion et de leur contrôle, dans les moteurs aéronautiques sous la direction de Sébastien Candel au laboratoire EM2C à Centrale Paris. Il a aussi développé des modèles pour la combustion turbulente.
Lors de son séjour de deux ans à Stanford en post doc, il a mis en place les premières simulations directes de flammes turbulentes,,,. Ces premières simulations académiques ont ouvert la voie à des outils de simulation numérique de chambres de combustion réelles, qui utilisent les plus gros ordinateurs de l'époque et sont employés pour calculer les chambres de combustion aéronautiques françaises (fusées, hélicoptères, avions, fours),,,. En marge de ces travaux de simulation numérique, il a aussi développé à l’IMFT des activités théoriques,, et expérimentales,, sur la combustion.
Il s’intéresse ensuite aux moteurs aéronautiques et aux systèmes de génération d’énergie du futur ainsi qu’au stockage des énergies renouvelables par l’hydrogène. Il a contribué fortement à la mutualisation des grands codes de simulation numérique pour la mécanique des fluides en France et en Europe et ses codes sont employés par des centaines de chercheurs et ingénieurs. Ses travaux ont été soutenus depuis 2013 par deux projets Européens ERC (European Research Council) : INTECOCIS et SCIROCCO.
Il a enseigné la combustion et les méthodes numériques partout dans le monde (Princeton, Tsinghua, Kanpur) et dans la plupart des grandes écoles et universités de France. Il anime le site elearning du CERFACSet a démarré une série de cours par internet sur la mécanique des fluides et la combustion.

## Distinctions
- Médaille de bronze du CNRS en 1988.
- Meilleur chercheur DRET en 1991.
- Premier prix Cray en 1993.
- Prix Edmond Brun de l’Académie des sciences en 1996
- Premier prix BMW pour l’encadrement de la thèse de B. Caruelle en 2002.
- Grand Prix de l’Académie des sciences, Paris, 2003.
- AIAA Associate Fellow en 2003.
- Prime d’excellence scientifique du CNRS in 2009-2013.
- ERC advanced grant[37] en 2013 sur les instabilités thermoacoustiques[38].
- ERC advanced grant en 2019 sur le stockage des énergies renouvelables par l’hydrogène[33]
- Most innovative industrial HPC solution in Europe. PRACE first prize, April 2013
- Hottel plenary lecture au 36th Symp.(Int.) Comb. 2016 (Seoul).
- Zeldovich Gold medal du Combustion Institute, 2016.
- Membre de l’Académie des sciences (France) en 2019[39]